# Décembre 2008 en sport
Cette page concerne l'actualité sportive du mois de décembre 2008

## Mardi2 décembre
- Football : sans surprise, l'attaquant portugais Cristiano Ronaldo reçoit le Ballon d'or 2008 décerné par le magazine France Football.

## Mercredi3 décembre
- Biathlon : l'Allemand Michael Greis remporte la course individuelle d'ouverture de la Coupe du monde masculine à Östersund.

## Jeudi4 décembre
- Biathlon : La Suédoise Helena Jonsson remporte la course individuelle d'ouverture de la Coupe du monde féminine à Östersund.

## Vendredi5 décembre
- Ski alpin :
  - Le Norvégien Aksel Lund Svindal s'impose sur la descente de Coupe du monde de Beaver Creek.
  - L'Américaine Lindsey Vonn s'impose sur la descente de Coupe du monde de Lac Louise.
- WRC :
  - Début du rallye du Pays de Galles.

## Samedi6 décembre
- Biathlon :
  - la Chinoise Wang Chunli gagne le sprint féminin de Coupe du monde d'Östersund;
  - le Norvégien Emil Hegle Svendsen gagne le sprint masculin de Coupe du monde d'Östersund.
- Saut à ski : le Norvégien Gregor Schlierenzauer remporte le premier concours de Coupe du monde de Trondheim.
- Ski alpin : le Norvégien Aksel Lund Svindal s'impose sur le super G de Coupe du monde de Beaver Creek.
- Automobile : début du Trophée Andros.

## Dimanche7 décembre
- Biathlon :
  - l'Allemande Martina Beck gagne la poursuite féminine de Coupe du monde d'Östersund;
  - le Polonais Tomasz Sikora gagne la poursuite masculine de Coupe du monde d'Östersund.
- Rallye : le Français Sébastien Loeb remporte le Rallye de Grande-Bretagne et enlève un cinquième titre mondial consécutif, record du genre.
- Saut à ski : le Suisse Simon Ammann remporte le deuxième concours de Coupe du monde de Trondheim.
- Ski alpin :
  - l'Autrichien Benjamin Raich s'impose sur le slalom géant de Coupe du monde de Beaver Creek;
  - l'Italienne Nadia Fanchini s'impose sur le Super G de Coupe du monde de Lac Louise.

## Vendredi12 décembre
- Biathlon :
  - l'Allemande Simone Hauswald gagne le sprint féminin de Coupe du monde à Hochfilzen;
  - le Norvégien Emil Hegle Svendsen gagne le sprint masculin de Coupe du monde à Hochfilzen.
- Ski alpin : l'Autrichien Benjamin Raich s'impose sur le super combiné de Coupe du monde de Val-d'Isère.

## Samedi13 décembre
- Biathlon :
  - l'Allemande Martina Beck remporte la poursuite féminine de Coupe du monde à Hochfilzen;
  - le Norvégien Emil Hegle Svendsen gagne la poursuite masculine de Coupe du monde à Hochfilzen.
- Saut à ski : le Suisse Simon Ammann remporte le premier concours de Coupe du monde de Pragela.
- Ski alpin :
  - le Suisse Carlo Janka s'impose sur le slalom géant de Coupe du monde de Val-d'Isère;
  - la Finlandaise Tanja Poutiainen s'impose sur le slalom géant de Coupe du monde de La Molina.

## Dimanche14 décembre
- Biathlon : la Russie remporte les relais masculin et féminin de Coupe du monde à Hochfilzen.
- Handball : la Norvège enlève le Championnat d'Europe de handball féminin.
- Saut à ski : le Japonais Fumihisa Yumoto remporte le deuxième concours de Coupe du monde de Pragela.
- Ski alpin : l'Allemande Maria Riesch s'impose sur le slalom de Coupe du monde de La Molina.
- Catch : Armageddon (2008)

## Jeudi18 décembre
- Biathlon :
  - la Russe Albina Akhatova remporte la course individuelle féminine de Coupe du monde à Hochfilzen;
  - le Russe Maxim Tchoudov gagne la course individuelle masculine de Coupe du monde à Hochfilzen.

## Vendredi19 décembre
- Ski alpin :
  - l'Italien Werner Heel s'impose sur le super G de Coupe du monde de Val Gardena;
  - la Suédoise Anja Pärson s'impose sur le combiné de Coupe du monde de Saint-Moritz.

## Samedi20 décembre
- Biathlon :
  - la Russe Svetlana Sleptsova remporte la poursuite féminine de Coupe du monde à Hochfilzen;
  - le Norvégien Lars Berger remporte le sprint masculin de Coupe du monde à Hochfilzen.
- Saut à ski : le Suisse Simon Ammann remporte le premier concours de Coupe du monde d'Engelberg.
- Ski alpin :
  - l'Autrichien Michael Walchhofer s'impose sur la descente de Coupe du monde de Val Gardena;
  - la Suissesse Lara Gut s'impose sur le Super G de Coupe du monde de Saint-Moritz.

## Dimanche21 décembre
- Biathlon :
  - la Russie remporte le relais féminin de Coupe du monde à Hochfilzen;
  - l'Autriche remporte le relais masculin de Coupe du monde à Hochfilzen.
- Judo : le Français Teddy Riner est sacré champion du monde toutes catégories.
- Saut à ski : L'Autrichien Gregor Schlierenzauer remporte le deuxième concours de Coupe du monde d'Engelberg.
- Ski alpin : le Suisse Daniel Albrecht s'impose sur le slalom géant de Coupe du monde d'Alta Badia.

## Lundi22 décembre
- Ski alpin : le Croate Ivica Kostelić s'impose sur le slalom de Coupe du monde d'Alta Badia.

## Mardi23 décembre
- Football : Boca Juniors est sacré champion d'Argentine à l'issue du tournoi d'ouverture sanctionné par un play-offs à trois.

## Dimanche28 décembre
- Ski alpin :
  - l'Italien Christof Innerhofer s'impose sur la descente de Coupe du monde de Bormio;
  - l'Autrichienne Kathrin Zettel s'impose sur le slalom géant de Coupe du monde de Semmering.

## Lundi29 décembre
- Saut à ski : le Suisse Simon Ammann remporte le premier concours de Coupe du monde d'Oberstdorf, première des quatre étapes de la Tournée des quatre tremplins;
- Ski alpin : l'Allemande Maria Riesch s'impose sur le slalom de Coupe du monde de Semmering.